# Monument de la Rencontre
Le Monument de la Rencontre est une statue en bronze, réalisée par le sculpteur Louis Castex et fondue par la fonderie Rudier.
Elle est installée depuis 1938 en un endroit isolé, chemin de la Rencontre, à environ un kilomètre d'Ars-sur-Formans en France.

## Contexte
La statue est installée sur l'emplacement supposé de la rencontre le 13 février 1818 entre Jean-Marie Vianney et Antoine Givre alors âgé d'une dizaine d'années. Le jeune prêtre venait alors prendre sa charge à Ars et demanda son chemin à l'enfant qui lui indiqua. Le Curé d'Ars lui répondit :

« Tu m'as montré le chemin d'Ars, je te montrerai le chemin du ciel »

La statue est édifiée en 1938 pour les 120 ans de la rencontre. Les deux années 1818 et 1838 sont d'ailleurs inscrites sur les poteaux du portail d'accès à la statue.
Elle est recensée à l'inventaire général du patrimoine culturel depuis le 14 avril 2010.
| Image externe |                                                                         |
|               | Photographie de la statue (dans le domaine public le 1er janvier 2025). |